# HD 158837
HD 158837，又名BD+02 3337，SAO 122465、HR 6524，是一颗恒星，视星等为5.59，位于銀經26.03，銀緯19.03，其B1900.0坐标为赤經17h 26m 20.4s，赤緯+2° 19.03′ 58″。